# Cyanidförgiftning
Cyanidförgiftning är förgiftning efter exponering av cyanid i olika former. Cyanid är väldigt giftigt. Cyanidjoner stör cellandningen, vilket resulterar i att kroppens vävnader inte kan tillgodogöra sig syre. Historiskt har cyanid använts vid mass-självmord, avrättningar och av Nazityskland även för folkmord.

## Mekanism
Cyanidjonen (CN−) är en inhibitor som blockerar enzymet cytokrom c-oxidas i andningskedjan i mitokondrierna, så att cellerna inte kan tillgodogöra sig det syre som transporteras i blodet. Det leder till en överbelastning av kroppens anaeroba energiproduktion. De vanligaste fallen av cyanidförgiftning är via oralt intag (oftast avsiktligt) eller inandning (oftast brandrök). En medeldos på 1,52 milligram (CN−) per kilo kroppsvikt har beräknats vara dödlig för människa vid oralt intag och den lägsta konstaterade dödliga dosen för människa vid oralt intag är 0,56 milligram cyanid per kilo kroppsvikt.
Giftiga cyanidhaltiga föreningar inkluderar vätecyanidgas samt ett antal cyanidsalter såsom kaliumcyanid. Förgiftning är relativt vanligt vid villabränder efter inandning av vätecyanid i brandrök från plastmaterial. Andra potentiella risker för exponering är inandning av putsmedel och vissa insekticider, eller överdriven konsumtion av det blodtryckssänkande läkemedlet nitroprussid och vissa kärnor, som de från äpplen, körsbär och aprikoser. Växten kassava, en vanlig föda i till exempel Nigeria, innehåller så kallade cyanogena glykosider och kan ge cyanidförgiftning vid inkorrekt tillagning. Flytande former av cyanidinnehållande kemikalier kan absorberas genom huden, men detta är en ovanlig orsak till cyanidförgiftning.

### Akut exponering
Den farligaste exponeringen är inhalering av gasen vätecyanid. Det kan leda till koma, kramper och hjärtstillestånd inom några sekunder. Även lägre doser är dödliga, men kan föregås av yrsel, andningssvårighet, med mera för att sedan leda till koma.

### Kronisk exponering
En längre tids exponering av lägre cyaniddoser (till exempel förtäring av felprocessad kassava) kan ge toxiska nivåer av cyanid i blodet. Detta kan bland annat orsaka förlamning, hypotyreos och missfall.  

## Förekomst
Cyanidförgiftning är ovanligt och leder sällan till döden. Under en femårsperiod (2019 - 2023) rapporterades i USA drygt 800 förgiftningar och 14 dödsfall, en dödlighet på 1,6%.

## Symtom och behandling
Tidiga symtom inkluderar huvudvärk, yrsel, snabb puls, andnöd och kräkningar. Detta kan sedan följas av kramper, långsam hjärtfrekvens, lågt blodtryck, medvetslöshet och hjärtstillestånd. Symtomen börjar vanligtvis inom några minuter men ibland redan efter ett par sekunder. Om en person överlever kan det kvarstå permanenta neurologiska besvär.
Diagnostisering är ofta svår. När syret inte kan utnyttjas utökas cellernas anaerobiska glykolys, vilket leder till produktion av laktat (mjölksyra). Därför är hög blodlaktat en indikation på cyanidförgiftning. Laktat i blodet över 10 mmol/L tyder på en cyanidkoncentration i blodet över 40 µmol per liter. En vanlig sägen är att cyanidförgiftning ger en doft av bittermandel från huden, vilket dock endast förekommer i ca 15% av fallen.
Cyanidförgiftning kan misstänkas efter en brand hos en person som har nedsatt medvetandegrad, lågt blodtryck eller högt blodlaktat. Blodnivåer av cyanid kan mätas, men analysen tar tid. Nivåer på 0,5–1 mg/L är milda, 1–2 mg/L är måttliga, 2–3 mg/L är allvarliga och högre än 3 mg/L leder i allmänhet till döden. 
Om exponering misstänks ska personen avlägsnas från exponeringskällan och avgiftas. Exponerad hud ska sköljas av grundligt. Behandling inkluderar symtomatisk vård och att ge personen 100% syre.   Hydroxokobalamin (vitamin B12a ) anses vara användbart som motgift och är i allmänhet förstahandsval.  Natriumtiosulfat kan också ges. 

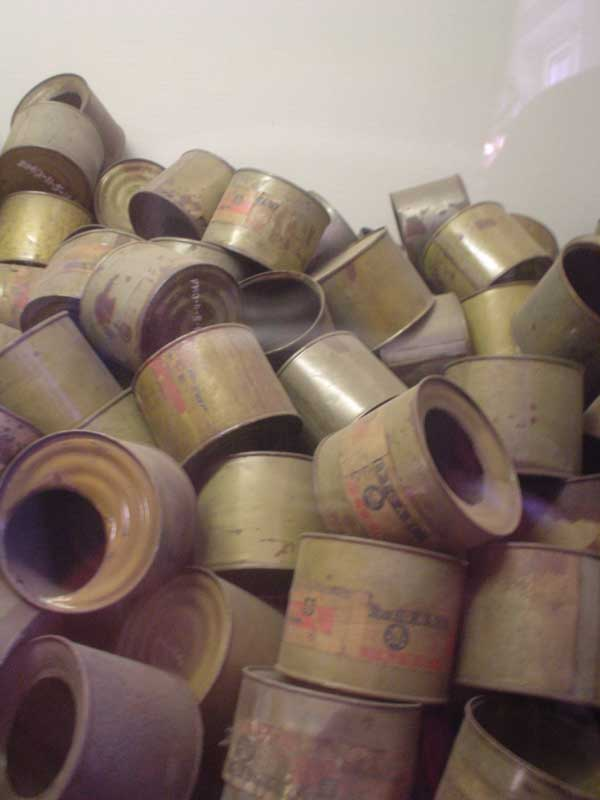
Tomma Zyklon B-behållare funna i Auschwitz januari 1945.

## Exempel på cyanidförgiftningar

### Andra Världskriget
Vätecyanid användes vid Förintelsen – under beteckningen Zyklon B – som avrättningsgas i nazisternas förintelseläger.
Efter andra världskriget och under dess slutskede tog flera höga nazister (som Hermann Göring, Heinrich Himmler och Martin Bormann) och deras närstående (exempelvis Eva Braun och Joseph Goebbels barn) sina liv med kapslar innehållande lösningar av cyanidsalter.

### Övrigt
- Den svenska diktaren Dan Andersson dog år 1920 på ett dåligt vädrat hotellrum efter att det sanerats mot vägglöss med vätecyanid.[20]
- Cyanid användes 1924 till 1999 vid avrättningar i USA.[21]
- Matematikern Alan Turing avled av cyanidförgiftning 1954, troligen självförvållat.
- Cyanidlösning användes vid Jonestownmassakern 1978.[7]
- Vid cyanidolyckan vid Baia Mare år 2000 läckte stora mängder cyanidinnehållande vatten ut i floden Someș, vilket ledde till massdöd av fisk i Ungern och forna Jugoslavien, med förödande effekter på ekosystemet.
- Bosnisk-kroatiska krigsförbrytaren Slobodan Praljak tog sitt liv 2017 genom att dricka kaliumcyanid efter att ha blivit dömd för krigsbrott av den Internationella brottsmålsdomstolen.[22]